# Schitu (Olt)
Schitu é uma comuna romena localizada no distrito de Olt, na região de Oltênia. A comuna possui uma área de 31.94 km² e sua população era de 3019 habitantes segundo o censo de 2007.